# Mimosa verecunda
Mimosa verecunda är en ärtväxtart som beskrevs av George Bentham. Mimosa verecunda ingår i släktet mimosor, och familjen ärtväxter. Inga underarter finns listade i Catalogue of Life.